# Perla del Grijalva, La Concordia
Perla del Grijalva är en ort i Mexiko.   Den ligger i kommunen La Concordia och delstaten Chiapas, i den sydöstra delen av landet, 800 km sydost om huvudstaden Mexico City. Perla del Grijalva ligger 548 meter över havet och antalet invånare är 175.
Terrängen runt Perla del Grijalva är huvudsakligen platt, men åt sydost är den kuperad. Terrängen runt Perla del Grijalva sluttar norrut. Runt Perla del Grijalva är det glesbefolkat, med 19 invånare per kvadratkilometer. Närmaste större samhälle är Nuevo Resplandor, 15,7 km öster om Perla del Grijalva. I omgivningarna runt Perla del Grijalva växer huvudsakligen savannskog.